# Figura św. Jana Sarkandra w Skoczowie
Figura św. Jana Sarkandra w Skoczowie – rzeźba św. Jana Sarkandra ufundowana w 1890 roku przez Mikołaja Sperlinga, mistrza rymarskiego, i jego żonę Marię. Została poświęcona 8 września 1891 roku przez Jana Zahradnika, proboszcza z Grodźca i dziekana skoczowskiego.
Od 1910 roku figura znajdowała się w ogrodzie przy nowo powstałym sierocińcu prowadzonym przez Siostry Służebniczki Najświętszej Marii Panny - Dębickie.
Około 1985 roku w związku z przebudową pobliskiej drogi, przesunięto granice ogrodu, poza którym pozostała figura św. Jana Sarkandra. Z czasem stała się miejscem spotkań ludzi z marginesu społecznego.
Od 1993 roku Siostry Służebniczki prowadziły prace nad odnowieniem rzeźby. W 1995 roku siostra Dyrektor Dolorosa zwróciła się do władz miasta Skoczowa z prośbą o ogrodzenie figury, co nastąpiło niedługo później.
Inna figura św. Jana Sarkandra znajduje się w okolicy kościoła pw. Świętych Apostołów Piotra i Pawła od strony ul. Kościelnej. Została ufundowana w  1794 r., długo przed beatyfikacją męczennika (1859), co świadczy o czci, jaką cieszył się on w rodzinnych stronach.